# Chimaerosphecia aegerides
Chimaerosphecia aegerides är en fjärilsart som beskrevs av Embrik Strand 1915. Chimaerosphecia aegerides ingår i släktet Chimaerosphecia och familjen glasvingar. Inga underarter finns listade i Catalogue of Life.